# Мужун Яо
Мужун Яо (кит. трад. 慕容瑤, упр. 慕容瑶, пиньинь Mùróng Yáo, ?—386) — сяньбиец, правитель государства Западная Янь.

## Биография
Отцом Мужун Яо был Мужун Чун, который в 384 году присоединился к восстанию против Ранней Цинь, а затем провозгласил себя императором государства Западная Янь. В 385 году Мужун Чун взял циньскую столицу Чанъань. Несмотря на то, что сяньбийцы хотели вернуться на восток в свои родные земли, Мужун Чун решил остаться в Чанъане, не желая присоединяться к дяде Мужун Чую, основавшему государство Поздняя Янь. Он попытался уговорить своих людей последовать своему примеру, однако не нашёл понимания. Весной 386 года генерал Хань Янь устроил дворцовый переворот, убил Мужун Чуна и посадил на престол генерала Дуань Суя, получившего титул «князь Янь» (燕王). Однако месяц спустя Мужун Хэн и Мужун Юн убили Дуань Суя и возвели на престол Мужун И.
После этого люди Западной Янь — около 400 тысяч мужчин и женщин — покинули Чанъань и двинулись из Гуаньчжуна на восток, в свои родные места. По пути, когда они были на землях современного Вэйнаня, брат Мужун Хэна Мужун Тао убил Мужун И, и на престол был возведён Мужун Яо. Однако большинство людей предпочло ему генерала Мужун Юна, который совершил переворот, убил Мужун Яо, и возвёл на престол Мужун Чжуна — сына основателя Западной Янь Мужун Хуна.